# Större (album av Molly Sandén)
Större är Molly Sandéns tredje musikalbum, det första på svenska, och släpptes den 27 april 2018. Det nominerades till en Grammis för årets pop och innehåller 12 spår.

## Låtlista
| Nr  | Titel                     | Kompositör                                                      | Längd |
| --- | ------------------------- | --------------------------------------------------------------- | ----- |
| 1.  | Större                    | Molly Sandén, Professor P, Max Thulin                           | 3:29  |
| 2.  | Undanflykter              | Sandén, Leslie Tay, Professor P, John Alexis                    | 3:25  |
| 3.  | Rygg mot rygg             | Sandén, Kevin Högdahl, Maria Smith, Victor Thell                | 3:27  |
| 4.  | Sand                      | Sandén, Högdahl, Smith, Thell                                   | 3:01  |
| 5.  | Du kan inte ta mig        | Sandén, Noel Swahn, Professor P, David Landolf                  | 3:35  |
| 6.  | Ner                       | Sandén, Pontus Persson, Professor P, Leslie Tay, John Alexis    | 3:24  |
| 7.  | Utan dig (Newkid version) | Sandén, John Alexis, Newkid                                     | 3:47  |
| 8.  | Ingen som jag             | Sandén, Louise Lennartsson, Martin Tjärnberg                    | 3:16  |
| 9.  | Du med mig                | Sandén, John Alexis, Sonny Fahlberg                             | 3:42  |
| 10. | Säg det                   | Sandén, Danny Saucedo, Yei Gonzalez, Pablo Paz                  | 2:35  |
| 11. | Ditt sanna jag            | Sandén, Petter Tarland, Tay, Dag Lundberg, Persson, John Alexis | 3:10  |
| 12. | Skynda långsamt           | Sandén, Högdahl, Smith, Thell                                   | 2:48  |